# 垂直圈

天球的示意图，过天顶Z和天底Z'的任意大圆都是垂直圈，其中NZS为子午圈，EZW为卯酉圈

垂直圈（英語：vertical circle），又称地平经圈，指天球坐标系中通过天顶和天底的任意大圆，亦可表述为通过铅垂线的平面与天球相交的大圆，或与地平圈垂直的大圆。过两个天极的垂直圈被称为子午圈，其与地平圈交于北点和南点；与子午圈正交的垂直圈被称为卯酉圈，其与地平圈交于东点和西点。
垂直圈可以用于定义天体的高度角，一个天体的高度角是从地平圈起，沿垂直圈到其所在位置的弧距。